# Ilijaš
Ilijaš je općina u Bosni i Hercegovini. Nalazi se sjeveroistočno od grada Sarajeva. Površina općine Ilijaš je 309 km². Stanovništvo općine Ilijaš predstavlja 1,5 % stanovništva Sarajevske županije.
Ilijaš se sastoji od nekoliko naseljenih mjesta: gradić Ilijaš, predgrađa među kojima je naselje Misoča, kao i Podlugovi, Lješevo, Stari Ilijaš i Malešići.

## Stanovništvo
Po posljednjem službenom popisu stanovništva 1991. godine, općina Ilijaš (jedna od prigradskih sarajevskih općina) imala je 25.184 stanovnika, raspoređenih u 77 naselja.
| Stanovništvo općine Ilijaš |                  |                  |                  |
| godina popisa              | 1991.            | 1981.            | 1971.            |
| Srbi                       | 11.325 (44,96 %) | 10.378 (42,67 %) | 10.941 (47,55 %) |
| Muslimani                  | 10.585 (42,03 %) | 9598 (39,47 %)   | 9187 (39,93 %)   |
| Hrvati                     | 1736 (6,89 %)    | 1982 (8,15 %)    | 2172 (9,44 %)    |
| Jugoslaveni                | 1167 (4,63 %)    | 1901 (7,81 %)    | 400 (1,73 %)     |
| ostali i nepoznato         | 371 (1,47 %)     | 457 (1,87 %)     | 307 (1,33 %)     |
| ukupno                     | 25.184           | 24.316           | 23.007           |

#### Ilijaš (naseljeno mjesto), nacionalni sastav
| Ilijaš             |                |                |                |
| godina popisa      | 1991.          | 1981.          | 1971.          |
| Srbi               | 3093 (45,26 %) | 2398 (40,32 %) | 2047 (43,85 %) |
| Muslimani          | 2008 (29,38 %) | 1395 (23,46 %) | 1379 (29,54 %) |
| Hrvati             | 733 (10,72 %)  | 710 (11,94 %)  | 737 (15,78 %)  |
| Jugoslaveni        | 777 (11,37 %)  | 1230 (20,68 %) | 295 (6,31 %)   |
| ostali i nepoznato | 222 (3,24 %)   | 213 (3,58 %)   | 210 (4,49 %)   |
| ukupno             | 6833           | 5946           | 4668           |

## Naseljena mjesta
Balbegovići, Banjer, Bokšići, Buljetovina, Čemernica, Četojevići, Donja Bioča, Donja Misoča, Donje Selo, Donji Čevljanovići, Dragoradi, Draževići, Duboki Potok, Duševine, Gajevi, Gajine, Gojanovići, Gornja Bioča, Gornja Misoča, Gornji Čevljanovići, Hadžići, Han Karaula, Han Šići, Homar, Ilijaš, Ivančići, Kadarići, Kamenica, Karaula, Korita, Košare, Kožlje, Krčevine, Krivajevići, Kunosići, Lađevići, Lipnik, Luka, Luka kod Stublina, Lješevo, Ljubina, Ljubnići, Malešići, Medojevići, Moševići, Mrakovo, Nišići, Odžak, Ozren, Podlipnik, Podlugovi, Popovići, Rakova Noga, Ribarići, Rudnik Čevljanovići, Solakovići, Sovrle, Srednje, Stomorine, Stubline, Sudići, Šabanci, Šljeme, Taračin Do, Velika Njiva, Vidotina, Vilić, Visojevica, Višnjica, Vladojevići, Vlaškovo, Vrutci, Vukasovići, Zakutnica i Zlotege.
Poslije potpisivanja Daytonskog sporazuma, veći dio općine Ilijaš ušao je u sastav Federacije Bosne i Hercegovine. U sastav Republike Srpske ušla su naseljena mjesta Sirovine i Vuknići.

## Povijest
Predio oko Ilijaša naseljen je barem u srednjem vijeku. Na više lokacija je mnoštvo nekropola sa stećcima. U blizini su ostatci srednjovjekovne crkve Blažene Djevice Marije koja se spominje u povelji Bele IV. iz 1244. godine. U predjelu Podcrkavlje (Malešići) otkriveni su ostatci još jedne srednjovjekovne kršćanske bogomolje, što nam otkriva i toponim. Gradić Ilijaš nastao je uz željezaru.
U srpskoj agresiji od 1992. do 1995. držali su ga srpski oružnici. Protjerali su gotovo svih 1 700-ak katolika, koliko ih je 1991. bilo u župi. Nakon reintegracije općine u Federaciju BiH, pravoslavni Srbi napustili su ovaj kraj. Ni Hrvati se nisu vratili u većem broju, zbog čega je danas većinski bošnjačka općina. Ilijaški Hrvati većinom su iselili u Hrvatsku, poglavito Istru, u Skandinaviju te u prekooceanske zemlje. Poslije rata vratilo se nekoliko stotina ljudi, pa je katolička župa povratnička župa. Iseljavanje je nastavljeno ali to je bilo prije svega ekonomske prirode. Sredinom 2000-ih Hrvati u Ilijašu, od 2004. bili su pod stalnim pritiskom Bošnjaka da se isele iz svojih domova. Za stanje straha nisu odgovorni starosjedioci, već oni koji su doselili u Ilijaš nakon okončanja rata. Zbivanja u Ilijašu prešla su razinu običnog incidenta. Mladiće se prebija, sustavna pljačka kuća i imovine, razbijanje crkveni prozori i stakla i dr. Vladala je životna nesigurnost. Hrvati se teško zapošljavaju, čak ni više školovani ne mogu dobiti ni mjesto čistača ili čistačice. Vjerski život je u poteškoćama. Pri gradnji vjerskih objekata bilo je vrijeđanja od strane onih koji nisu u Ilijašu i onih koji ne mogu prihvatiti činjenicu da moramo živjeti jedni pored drugih.
U ovom industrijskom gradiću 2013. bila su 382 Hrvata, a prema popisu iz 1991. godine 1736. Bošnjaka je 2013. bilo 18.151, a Srba 421. Ostalih je 528, također, 20 stanovnika je bez odgovora, dok osoba koje se nisu izjasnile po nacionalnoj osnovi nema. U odnosu na 1991. ukupan broj stanovnika smanjio se za 5120.

## Gospodarstvo
Od 1954., počinje izgradnja i početak rada ,,Željezare Ilijaš,, koja će dugo godina biti glavno poduzeće u razvoju općine Ilijaš, s oko 3500 uposlenih u 11 organizacijskih jedinica. U najboljim godinama rada poduzeće je proizvodilo kokile i valjke, oborinsko-odvodne i kanalizacione cijevi od centrifugalnog liva, radijatore svih tipova po talijanskoj licenci od 1979., te odljevke od metala po narudžbi, gradnje metalnih konstrukcija. Na području Općine Ilijaš u doba SR Bosne i Hercegovine počinje s radom i RO ,,Šipad-Bosna,, drvno-prerađivačka industrija, s oko 700 zaposlenih s programom proizvodnje pločastog namještaja i montažnih kuća, Poduzeće za usluge u oblasti antikorozivne zaštite RO ,, Antikorozija,, Ilijaš, Cimos-Citroen servis Ilijaš, PBS Sarajevo poslovnica Ilijaš, UTRO ,, Hotel Ozren,, Ilijaš, KRO, Vodostan, ROE ,,Vladimir-perić Valter,, Ilpit, UPI trgovina, Velepromet trgovina itd. Navedena poduzeća su radila sve do rata, a neka od njih rade i danas, ali u smanjenom obimu.

## Poznate osobe
- Maja Berović, pjevačica
- prof.dr.sc. Mirza Smajić Univerzitet u Sarajevu
- prof.dr.sc. Haris Alić

## Spomenici i znamenitosti
Dana 26. lipnja 2015. godine u nekropoli u Kopošiću blizu Ilijaša kraj Sarajeva pronađen je kostur s brokatnim plaštom od teške svile protkane nitima zlata i srebra, za koji se pretpostavlja da je pripadao Mirku Radojeviću, ocu Velikog kneza bosanskog Batića, koji je bio knez bosanskog kralja Tvrtka I. Nađeni su i raskošni kneževski stećci od kojih su dva opljačkana još 1891.
Katolička crkva sv. Marka Evanđelista iz 2009. godine. Nalazi se na ulazu u Ilijaš. Crkva je građena od 25. travnja 2004. godine.
Pravoslavna crkva sv. Ilije Proroka.

### Ilijaški Dubrovnik
O postanku ilijaškog Dubrovnika postoje dvije inačice priče, ali obje podrazumijevaju rudnike i Dubrovčane. Po jednoj, sagradila su ga dva Dubrovčanina koji su uzeli u zakup bosanske rudnike od Kulina bana, a po drugoj je kralj Grubeša nagovorio neke Dubrovčane tu sagraditi grad. Po nekim izvorima Dubrovčani su od Kulina bana uzeli u zakup sve rudnike, a u ovom je gradu bila njihova kolonija gdje su talili srebrnu i željeznu rudu. Obje inačice priče iznosi dr. Milenko Filipović pozivajući se na Jirečeka i fra Jukića. Više pojedinosti o osnutku grada nalazi Filipović u nedovršenoj Povijesti Bosne muvekita Saliha efendije, gdje se spominje da je "Kulin ban (1197./98. godine); našao srebrne majdane u planini Jagotinu, pa je, nemajući vještih rudara, dao majdane pod zakup Dubrovčanima koji su tu napravili tvrđavu te u njoj čuvali oruđe i iskopanu rudu. Po ovom istraživaču logično je da je "grad" i dobio ime Dubrovnik po svojim osnivačima, iako se u narodu a i drugim izvorima spominju imena Dabronik ili Dobronik, te Tisovik ili Nabožić. Bilo je tvrdnji da se ovaj Dubrovnik ne spominje u dubrovačkim arhivima. M. Dinić je 1937. u Jugoslovenskom istorijskom časopisu objavio podatak iz dubrovačkih arhiva koji spominju bosanski Dubrovnik 1404. godine.
S obzirom na vrijeme njegovoga nastanka, blizinu Kopošića s nekropolom kneza Batića, te da je bio politički centar župe, a zatim nahije Dubrovnik, ovaj grad je vjerojatno pripadao rodu Mirkovića kome je pripadao i knez Batić. 
Nema preciznih podataka o nastanku grada. Fra Ivan Jukić također spominje Dubrovčane koji su ovdje topili srebrnu i željeznu rudu i podigli grad uz odobrenje Kulina bana. (Filipović, 1924., 103.) 
Stari grad Dubrovnik je sagrađen na strmom, uskom i krševitom izdanku brda Huma, iznad Sastavaka, tj. ušća potoka Zenika u rijeku Misoču. Grad se nalazi na prirodno terasastom terenu koji se pruža od sjeveroistoka, tj. brda Huma prema jugozapadu i završava se strminom koja pada ka Sastavcima, gdje se već od 1972. godine vadi kamen u kamenolomu na 9. km rijeke Misoče.
Lakši pristup gradu je iz sela Kopošić udaljenog 1 km, lijepim kaldrmisanim putem koji vodi između podnožja brda Nabožića i Tisovika. U Kopošiću je nekropola kneza Batića. Danas je taj put zarastao, a njim je vodila crta razdvajanja u ratu 1992.-1995. godine i to područje je još pod minama. Drugi pristup gradu moguć je velikom strminom od 10-og kilometra od korita rijeke Misoče ili s kamenoloma na Sastavcima. Od Ilijaša je udaljen oko 10 km.
Ljudi kazuju da je i Dubrovnik, kao i Bobovac,  pao varkom.  ”Navali neki paša na grad, ali džabe... I pet je paša sultan iz Stambula promijenio, dok je grad pridobio. Dugo je tukao grad strijelama i topovima i pobio sve vojnike po planinama, ali grada nije posvojio. Nu belaja, nađe se jedna baba pa veli paši: grad ti bio da bio, osvojiti nećeš, dok mu izvir vodu ne zatvoriš. Paša joj obeća kesu dukata, a ona njemu veli: tri dana svog konja hrani i timari, a vode mu nedaj, a onda ga pusti, nek sam traži vodu. Tako i bi. Paša konja hranio i timario, ali već treći dan konj ne može jesti, jer se pusto žito u njemu upalilo i on ga pusti, a konj trkom na Čemersku planinu pa nađe vrelo i čunkove. Paša potrga čunkove, a kad u gradu ponesta vode, onda kraljica – predade grad, ama da ona ode slobodna i njeni podajnici da ne izginu”. Po ovoj priči zove se ovaj grad u narodu i ”Kraljičin grad”. Priča se da je u gradu boravila i Marija Terezija i imala posebnu sobu. Zove ga narod i ”Dubravnik”, a to je ime obronku Brezovaša. Zovu ga i “Tisov-grad”. Nedaleko od grada,  na južnoj strani,  nalazi se selo Tisovik, prozvano valjda po dragocjenom ”tisovom”  drvetu, kojeg danas nema ni u selu ni u okolici, ali starci pričaju da ga je bilo prije kojih sto pedeset ljeta.

## Kultura
KUD "Ilijaš", Dom kulture izgrađen 1985. s kino dvoranom, Muzičkom školom, Studiom Radio-Ilijaša.
Bošnjačka zajednica kulture "Preporod" Ilijaš i Hrvatsko kulturno društvo Kulin ban.

## Šport
FK Ilijaš (Sloga), Karate Klub Rašid Buća (Monom), KK Mladost (Sloga), Odbojkaški klub Ilijaš (Član prve lige Bosne i Hercegovine), STK Hasim Spahić (stolni tenis), Sportska akademija SA Ilijaš.

## Vanjske poveznice
- Neslužbena stranica  Arhivirana inačica izvorne stranice od 17. svibnja 2007. (Wayback Machine) (hrv.)